# Nymphicula hexaxantha
Nymphicula hexaxantha là một loài bướm đêm trong họ Crambidae.